# Пол Оукънфолд
Пол Марк Оукънфолд (на английски: Paul Mark Oakenfold) е английски музикален продуцент и транс диджей.
Той описва първите си години като „диджей от спалнята“, като заявява, че слуша Бийтълс докато се формира като личност. По-късно 21-годишният Оукънфолд и Иън Пол се преместват на 54-та улица, запад 254. Стив Ръбъл от Студио 54 е собственик на мястото и позволява само на известни хора да пребивават вътре. Оукънфолд и Пол използват фалшиви пропуски, за да се прокрадват в различни места в Ню Йорк, където се запознават с Мейз, Боби Уомак и Боб Марли, с които правят интервюта, и твърдят, че са журналисти от Ню Мюзик Експрес и Мелъди Мейкър.
Музикалната кариера на Оукънфолд започва в края на 70-те, когато започва да се занимава със соул музика в бар с вино в Ковънт Гардън. Тук, в Лондон, той се запознава с Тревър Фънг и Румърс, където пуска Ърт, Уинд Енд Файър и популярни британски групи. През 1984 г. прекарва няколко месеца в Уест Харлем в Ню Йорк. По това време хип-хопът е най-популярната музика по тези земи. Отначало пробива в мейнстрийма като работник за отдел „Творчество и репертоар“ на Чемпиън Рекърдс. По това време, той сключва договор с Диджей Джази Джеф и Фреш Принс, както и Солт Ен Пепа. Оукънфолд се появява на прорамата Блу Питър на Би-Би-Си, предназначена за деца, заедно с отбор по брейкденсинг. Той става промоутър и агент в Британия на Бийсти Бойс и Рън Ди-Ем-Си. Оттогава той се появява в Проджект в Стрийтъм, пускайки соул и джаз музика.